# Japanische Zelkove

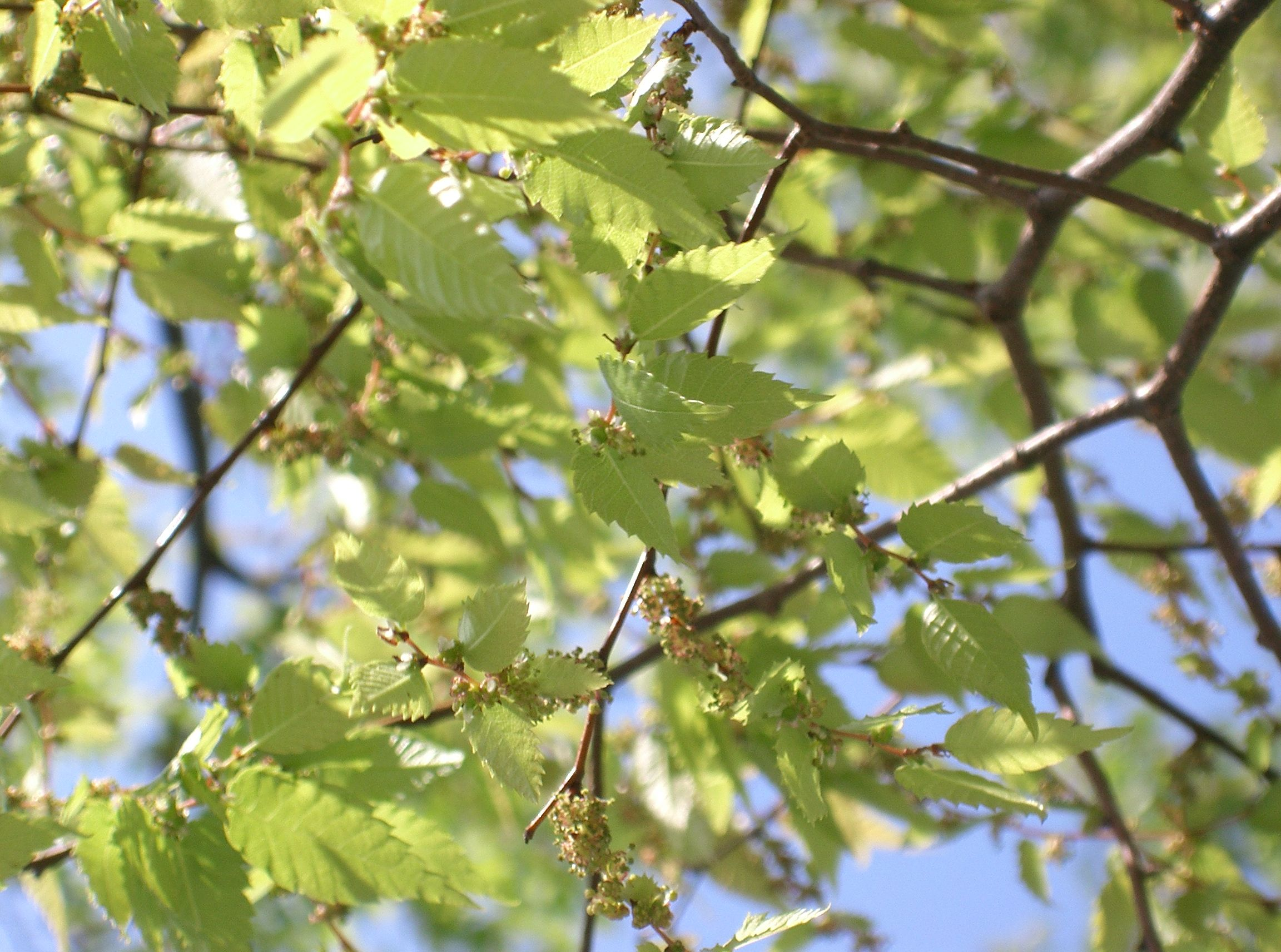
Blätter und Blüten im Frühling

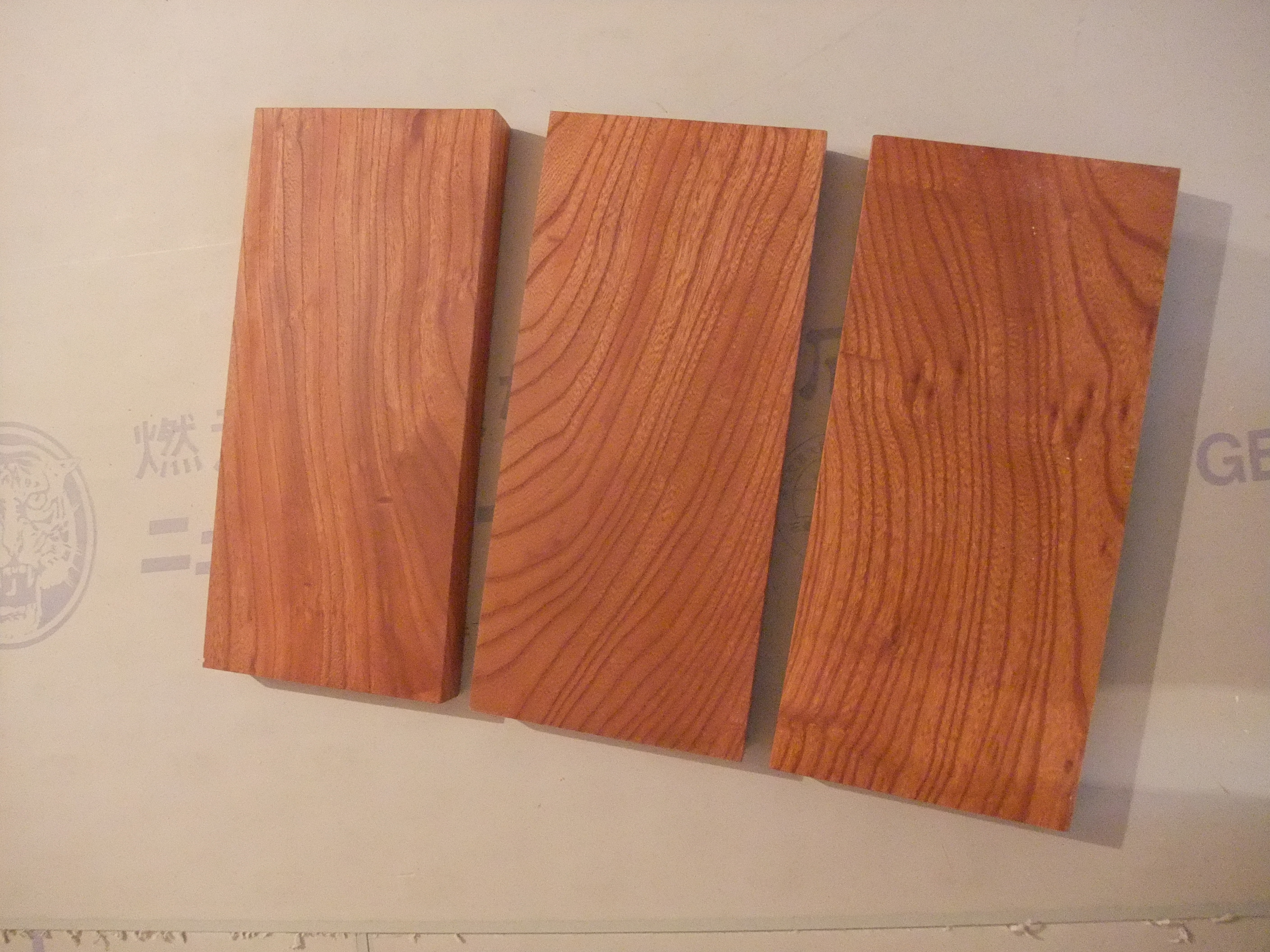
Holz

Die Japanische Zelkove (Zelkova serrata, Syn.: Zelkova acuminata, Zelkova hirta, Zelkova keaki; japanisch 槻 keyaki, koreanisch 느티나무 neutinamu), auch Keaki genannt, ist eine Pflanzenart aus der Gattung der Zelkoven (Zelkova) innerhalb der Familie der Ulmengewächse (Ulmaceae).

## Beschreibung
Die laubabwerfende Japanische Zelkove wird bis zu 30 Meter hoch. Sie hat einen kurzen Stamm, der Stammdurchmesser erreicht bis über 1,5 (3,5) Meter. Die braune bis graue Rinde ist anfangs glatt, später wird sie schuppig bis abblätternd. 
Die wechselständigen, einfachen, eiförmigen bis -lanzettlichen und kurz gestielten Laubblätter werden bis 10–12 Zentimeter lang und 5 Zentimeter breit. Sie sind spitzig gesägt bis gekerbt und haben einen kurzen, schlanken, fein behaarten Stiel und besitzen bis 15 Seitennervenpaare. Die leicht ledrigen Blätter sind auf der Oberseite glänzend grün, fast kahl bis fein borstig, rau behaart und auf der Unterseite hellgrün gefärbt sowie auf den Adern schwach behaart. Sie besitzen eine zugespitzte bis geschwänzte Blattspitze und eine spitze oder abgerundete bis gestutzte manchmal leicht herzförmige Basis. Im Herbst verfärben sich die Blätter von gelb-orange bis rötlich-braun. Die Japanische Zelkove blüht von April bis Mai. 
Die Japanische Zelkove ist trimonözisch. Die männlichen, weiblichen oder zwittrigen Blüten erscheinen achselständig, einzeln oder zu wenigen. Die fast sitzenden, sehr kleinen Blüten mit einfacher Blütenhülle sind grünlich. Das Perianth ist etwa 4–7-teilig. Die männlichen Blüten besitzen kurze Staubblätter und die weiblichen einen oberständigen, einkammerigen, feinhaarigen Fruchtknoten mit einem oder meistens zwei Narbenästen.
Die einsamige Steinfrucht mit beständigem Perianth, mit Narbenresten, ist anfänglich grün, glatt, rundlich oder ei- bis herzförmig, verkehrt-eiförmig und später bräunlich, trocken, hart und wird bis zu 5 Millimeter groß. Die Früchte bleiben noch lange stehen.
Die Chromosomenzahl beträgt 2n = 28.

## Verbreitung und Nutzung
Das Verbreitungsgebiet der Japanischen Zelkove erstreckt sich über Japan, Korea, Ostchina und Taiwan. Sie kommt nur vereinzelt vor, wird aber auf Grund ihres wertvollen Holzes forstlich angebaut.
In Mitteleuropa ist die Japanische Zelkove ein dekorativer, winterharter Parkbaum. Sie wird auch häufig als Bonsai gestaltet.
Das harte, mittelschwere und beständige, schöne Holz wird für verschiedene Anwendungen genutzt. Das starke Kernholz der Japanischen Zelkove ist ein wesentlicher Bestandteil des japanischen Bogenbaus, siehe Yumi (Tsuki-Yumi).
Der Asteroid (7666) Keyaki wurde nach dem Baum benannt.